# Смэтс, Ян
Ян Христиан Смэтс (африк. Jan Christiaan Smuts; 24 мая 1870 — 11 сентября 1950) — южноафриканский государственный и военный деятель, премьер-министр Южно-Африканского Союза с 3 сентября 1919 по 30 июня 1924 и с 5 сентября 1939 по 4 июня 1948 года. Фельдмаршал (24 мая 1941 года). Принимал участие в создании Устава Лиги Наций — в частности, предложил мандатную систему. Философ, один из основателей философского течения современного холизма.
На протяжении большей части своей общественно-политической жизни Смэтс, как и многие другие африканеры, выступал за расовую сегрегацию, а также противостоял освобождению и предоставлению равных прав коренным жителям Южной Африки, опасаясь, что это приведёт к потере власти белых над этими народами. Однако в 1948 году правительство Смэтса выступило с докладом, в котором заявило что расовая сегрегация в Южной Африке не имела практической пользы, а ограничение на африканскую миграцию в городские районы должно быть отменено. При этом правительство выступило против большинства африканеров под политическим руководством Национальной партии, желавшей углубления сегрегации и оформления её в систему апартеида. Это привело к потере его рейтинга в 1948 году на всеобщих выборах.
Командовал отрядами во время Англо-бурской войны (1899—1902) в Трансваале, был её активным участником, командовал крупным партизанским соединением буров. Во время Первой мировой войны он руководил армией Южной Африки против Германии, захватив Германскую Юго-Западную Африку. Также Смэтс был командующим британской армии в Восточной Африке.
После образования ЮАС до Первой мировой войны 1914—1918 годов занимал ряд министерских постов в правительстве Союза:
- Военный министр (1910—1912 гг., 1913 г.),
- Министр внутренних дел (1910—1912 гг.),
- Военный министр и министр финансов (1912—1915 гг.).

Во время Первой мировой войны 1914—1918 годов занимал должность Военного министра ЮАС и Главнокомандующего Британскими Восточноафриканскими экспедиционными силами. С 1917 по 1919 годы он также был одним из членов британского военного кабинета, помогая создавать военно-воздушные силы. После Первой мировой войны — Военный министр (до 3 сентября 1919 года), министр юстиции (1933—1939 гг.).
Он стал фельдмаршалом британской армии в 1941 году и служил в Имперском военном кабинете под руководством Уинстона Черчилля. Он был единственным человеком, который принимал участие в подписании мирных договоров, которые заканчивали и Первую, и Вторую мировую войну. Одним из величайших международных его достижений стало создание Лиги Наций, точная разработка и утверждение устава которой возлагались на Смэтса. Позднее он призвал к формированию новой международной организации для мира — Организации Объединённых Наций. Смэтс написал преамбулу к Уставу Организации Объединённых Наций и был единственным, кто подписал уставы и Лиги Наций, и ООН. Он стремился перестроить отношения между Соединённым Королевством и его колониями, оказал помощь в создании Британского Содружества наций. Однако в 1946 году правительство Смэтса было решительно осуждено большинством Генеральной Ассамблеи Организации Объединённых Наций за его дискриминационную расовую политику.
В 2004 году он был выдвинут на конкурс «Великие южноафриканцы», который проводился южноафриканской вещательной корпорацией, и вошёл в финальный список 10 выдающихся деятелей Южной Африки. Заключительные позиции десятки должны были решаться во втором туре голосования, но программа была снята с эфира из-за политических разногласий, и Нельсон Мандела был провозглашен первым в первом туре голосования. В первом туре Ян Смэтс занял шестое место.

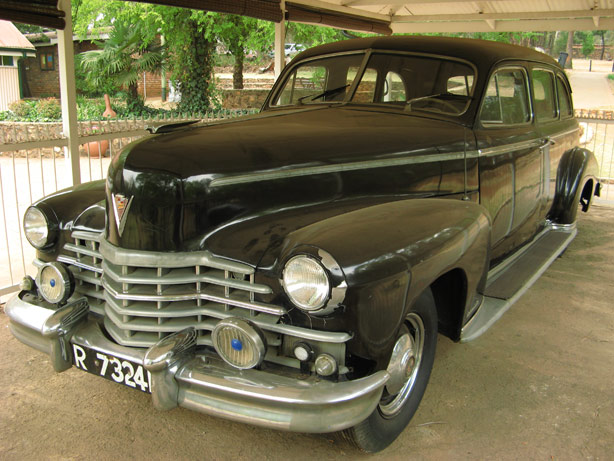
Автомобиль, которым пользовался Ян Смэтс, будучи премьер-министром ЮАС (второй срок).

## Детство и молодые годы
Ян Смэтс родился 24 мая 1870 года в традиционной африканерской очень уважаемой семье на семейной ферме Боффенплатц, у Малмесбери, в Капской колонии. В детстве он часто гулял один, исследуя окрестности. Так проснулась его страсть к природе, которую он сохранил на всю жизнь. После смерти старшего брата стал посещать школу неподалёку от города Рибек-Вест. В школе он был очень способным, поэтому быстро наверстал упущенное. В 1886 году в возрасте 16 лет поступил в Викторианский колледж, в Стелленбош, где изучал нидерландский, немецкий и древнегреческий языки. В последние годы жизни в Стелленбоше Смэтс лишился своей застенчивости и сдержанности и именно в это время встретил Айзиме Криге, на которой впоследствии женился. После окончания колледжа Смэтс выиграл Эбденскую стипендию на обучение и отправился в Великобританию изучать право в христианском колледже в Кембридже.
Будучи студентом, он переживал большие трудности с деньгами, но с помощью учителя решил их. Во время учёбы Смэтс отличался обособленностью своей позиции. Он написал книгу «Эволюция личности», хотя она не была опубликована. Её идеи были положены в дополненную им философскую концепцию холизма. Смэтс окончил обучение в 1893 году. За последние два года он был награждён многочисленными премиями и академическими наградами, в том числе премией Джорджа Лонга в области римского права и юриспруденции. Один из его преподавателей, профессор Мейтленд, ведущая фигура среди английских правовых историков, описал Смэтса как блестящего студента, подобного которому он никогда не встречал. Лорд Тодд, преподаватель христианского колледжа, сказал в 1970 году, что «за 500-летнюю историю колледжа из всех его членов прошлого и настоящего, трое были действительно выдающимися: Джон Мильтон, Чарльз Дарвин и Ян Смэтс».

## Продвижение по карьерной лестнице
Смэтс начал заниматься юридической практикой в Кейптауне, но из-за его откровенного и резкого характера он имел мало друзей. Найдя малую финансовую выгоду в праве, он стал уделять всё больше и больше своего времени политике и журналистике, публикуясь в газете Cape Times. Смэтс был заинтригован перспективой создания единой Южной Африки и присоединился к африканерскому Бонду. К счастью, отец Смэтса знал лидера группы Яна Гофмаера; Гофмаер рекомендовал Яна Сесилю Родсу, который владел добывающей компанией «De Beers». В 1895 году Родс нанял Смэтса своим личным юрисконсультом.
Когда Родс инициировал Рейд Джеймсона в 1895—1896 годах, Смэтс был возмущён. После предательства своего работодателя, друга и политического союзника он уволился из «De Beers» и исчез из общественной жизни. Видя, что в Кейптауне нет будущего для него, в августе 1896 года он решил переехать в Йоханнесбург. Однако он был разочарован, что не мог заработать достаточное количество денег. Смэтс нашел убежище в Претории.
С 1896 года политические взгляды Смэтса перевернулись с ног на голову. Он превратится из горячего сторонника Родса в наиболее непримиримого противника британской экспансии. В конце 1896 — начале 1897 годов Смэтс совершил турне по Южной Африке, яростно осуждая Соединённое Королевство, Родса и каждого, кто выступает против президента Трансвааля Пауля Крюгера.
Против Крюгера было настроено много либеральных элементов в Южной Африке, и когда в июне 1898 года Крюгер уволил Верховного судью Трансвааля, его давнего политического соперника Джона Гилберта Котке, большинство юристов взбунтовались. Уловив возможность, Смэтс пишет диссертацию, в которой с правовой точки зрения поддерживает Крюгера, который затем назначил Смэтса Генеральным прокурором. Вступив в должность, он уволил тех, кого считал невежественными, старомодными или испорченными. Его усилия по омоложению республики поляризовали африканеров.
После Рейда Джеймсона отношения между англичанами и африканерами ухудшились. В 1898 году война казалась неизбежной. Президент Оранжевого свободного государства Мартинус Стейн созвал мирную конференцию в Блумфонтейне по урегулированию жалоб каждой стороны. Ввиду своего глубокого знания английского Смэтс взял под свой контроль делегацию Трансвааля. Сэр Альфред Милнер, глава британской делегации, возразил против его руководства, и конфликт между ними двумя привёл к фиаско конференции и вступлению Южной Африки на путь войны.

## Участие во Второй англо-бурской войне
11 октября 1899 года бурские республики вторглись в британские владения в Южной Африке, начав Вторую англо-бурскую войну. На ранних стадиях конфликта Смэтс был «глазами и ушами» Крюгера, заведуя пропагандой, логистикой, отношениями с генералами и дипломатами и всем остальным, что было необходимым.
На втором этапе войны Смэтс служил под командованием Кооса Де ла Рая, который руководил отрядом из 500 солдат в Западном Трансваале. Смэтс был очень успешным в молниеносной войне, и его отряд ушел от преследования британской армии, превышающей размеры отряда в 40 раз. Президент Крюгер и депутации в Европе считали, что есть веские надежды на захват Капской колонии. Они решили послать генерала Де ла Рая и взять на себя верховное командование, но потом решили действовать более осторожно, когда поняли, что генерал Де ла Рай вряд ли сможет удержаться в западном Трансваале. Как следствие, Смэтс отправился с небольшим отрядом (300 человек), а ещё 100 человек последовали за ним. До этого момента в ходе войны британцы использовали тактику выжженной земли, чем оставили буров без пастбищ. Одна сотня кавалерии, которая присоединилась к Смэтсу, была очень слабой, чтобы продолжать войну, и Смэтс был вынужден оставить этих людей с генералом Критцингером. За некоторыми исключениями, Смэтс встретил все отряды в Капской колонии и нашёл около 1400—1500 человек, вооружённых ружьями, а не 3000 мужчин, как предполагалось. Ко времени проведения мирной конференции в мае 1902 года в Капской колонии действовало 3300 партизан. Хотя люди с энтузиазмом воспринимали идею всеобщего восстания, был большой недостаток лошадей, поскольку они были забраны британцами. Не было фуража, зерна, а это означало, что Смэтс был вынужден отказаться от 9/10 тех, кто вызвался присоединиться к нему. Бурские силы провели рейд по линиям обеспечения и фермерским хозяйствам, распространяли африканерскую пропаганду и запугивали тех, кто выступает против них, но им так и не удалось вызвать всеобщее восстание против правительства. Этот рейд был одной из самых крупных военных авантюр XX века и имел непосредственное влияние на создание британских коммандос и сил специального назначения. С помощью этих практических разработок последовало развитие военной доктрины глубоких рейдов в тыл врага, асимметричной войны, а совсем недавно — элементов четвёртого поколения ведения войны.
Чтобы положить конец конфликту, Смэтс стремился взять основную цель — медную шахту в городе Окоп. При практической невозможности открытого нападения Смэтс собрал поезд со взрывчаткой и пытался протолкнуть его вниз, в город, где был вражеский гарнизон, который должен был погибнуть. Хотя это не удалось, Смэтс доказал, что он не остановится ни перед чем, чтобы победить своих врагов. Из-за неспособности обуздать Трансвааль и неуспеха в боевых действиях Смэтс решил, что нет другого выбора, кроме как предложить перемирие и провести мирную конференцию, которая состоялась в Фериинихинзе.
Перед конференцией Смэтс встретился с лордом Китченером на станции Кронштадт, где они обсудили предлагаемые условия капитуляции. Смэтс взял на себя ведущую роль в переговорах между представителями всех партизан Оранжевого Свободного государства и Южно-Африканской Республики (15 — 31 мая 1902 года). Хотя он признал, что с чисто военной точки зрения война может продолжаться, он подчеркнул, что важно не жертвовать при этом африканерским народом ради независимости. Он хорошо понимал, что более 20000 женщин и детей умерли в концентрационных лагерях врага. Он чувствовал, что было бы преступлением продолжать войну без гарантии помощи от других городов, и объявил: «Товарищи, мы решили стоять до конца. Перейдём теперь, как мужчины, к пониманию, что пришёл конец для нас, прийти к горчайшей мысли, что когда-нибудь была». Его мнение поддержали большинство представителей конференции, которые затем проголосовали 54 голосами в пользу мира против 6. Представители правительства встретились с лордом Китченером и в 11:15 31 мая 1902 года исполняющий обязанности президента Бургер подписал мирный договор, а после него члены его правительства, исполняющий обязанности президента де Вет и члены его правительства.

## Смэтс как политик и военный
Во время Первой мировой войны Смэтс сформировал южноафриканские силы обороны. Его первое задание заключалось в подавлении восстания Маритца, которое началось в ноябре 1914 года. Потом он и Луис Бота повели южноафриканскую армию в Германскую Юго-Западную Африку и захватили её. В 1916 году генерал Смэтс был назначен правителем завоёванной Германской Восточной Африки. Хотя Восточно-Африканская кампания шла достаточно хорошо, немецкие войска не были уничтожены. Смэтс подвергся критике со стороны начальника разведки полковника Ричарда Майнерцхагена, который считал, что лобовые атаки могли бы быть менее дорогостоящим, чем обходные манёвры, во время которых погибло много солдат. Майнерцхаген писал о Смэтсе: «Смэтс стоил Англии сотни тысяч человеческих жизней и много миллионов фунтов за его осторожность… Смэтс НЕ умелый воин, он — блестящий государственный деятель и политик, но только не воин». Однако в начале 1917 года он был приглашён в Имперский Военный кабинет Дэвида Ллойд-Джорджа, покинув район боевых действий, и отправился в Лондон. В 1918 году Смэтс помог создать военно-воздушные силы, независимые от армии. Смэтс и Бота были ключевыми персонажами в ходе переговоров на Парижской мирной конференции. Оба они были в пользу примирения с Германией и ограничения репараций. Смэтс оправдывал необходимость мощи Лиги Наций, которая не оправдала ожидания. Версальский мирный договор дал Южной Африке мандат класса C над Германской Юго-Западной Африкой (которая позже стала Намибией), которая оставалась в её составе с 1919 по 1990 годы. В то же время Австралия получила аналогичный мандат над немецкой Новой Гвинеей, которую занимала до 1975 года. Когда бывшая Германская Восточная Африка была разделена на две мандатные территории (Руанда-Урунди и Танганьика), «Смэтсленд» стало одной из предлагаемых названий для Танганьики.
Смэтс вернулся в южноафриканскую политику после конференции. Когда Бота скончался в 1919 году, Смэтс был избран премьер-министром, которым и работал до шокирующего поражения от Национальной партии в 1924 году.

## Во время Второй мировой войны
После девяти лет пребывания в оппозиции и занятий научной деятельностью Смэтс вернулся к политике в качестве заместителя премьер-министра в «большой коалиции» правительства во главе с Герцогом. Когда Герцог выступил за нейтралитет в войне с нацистской Германией в 1939 году, он был смещён с должности, а Смэтс стал премьер-министром во второй раз. Он служил с Уинстоном Черчиллем во время Первой мировой войны, и между ними сложились хорошие личные и профессиональные отношения. Смэтс был приглашён в Имперский Военный кабинет в 1939 году как уважаемый южноафриканский деятель, выступавший в пользу войны. 28 мая 1941 года Смэтс был назначен фельдмаршалом британской армии, став первым южноафриканским деятелем такого ранга.
Значение Смэтса в Имперском Военном кабинете было настолько большим, что был сформирован план, предложенный ещё в 1940 году, по которому Смэтса могли назначить премьер-министром Соединённого Королевства, если Черчилль умрёт или станет нетрудоспособным во время войны. Эта идея была введена сэром Джоном Колвиллом, личным секретарем Черчилля. Близость к британской политике, к королю и Черчиллю сделала Смэтса очень непопулярным среди африканеров, что привело к его падению.
В мае 1945 года он представлял Южную Африку в Сан-Франциско и принимал непосредственное участие в разработке Устава Организации Объединённых Наций, равно как и Устава Лиги Наций в 1919 году. Смэтс призвал делегатов создать мощную международную организацию, призванную  сохранять мир. Он был уверен, что, в отличие от Лиги Наций, Организация Объединённых Наций будет иметь более действенный характер. Смэтс подписал Парижский мирный договор, положивший мир в Европе, став единственным участником обоих договоров, окончивших и Первую, и Вторую мировую войну.
В 1945 году он номинировался Хальвданом Котом на Нобелевскую премию мира, на которую претендовали 7 кандидатур. Однако он явно не был главным претендентом. Лауреатом стал Корделл Халл.

## После Второй мировой

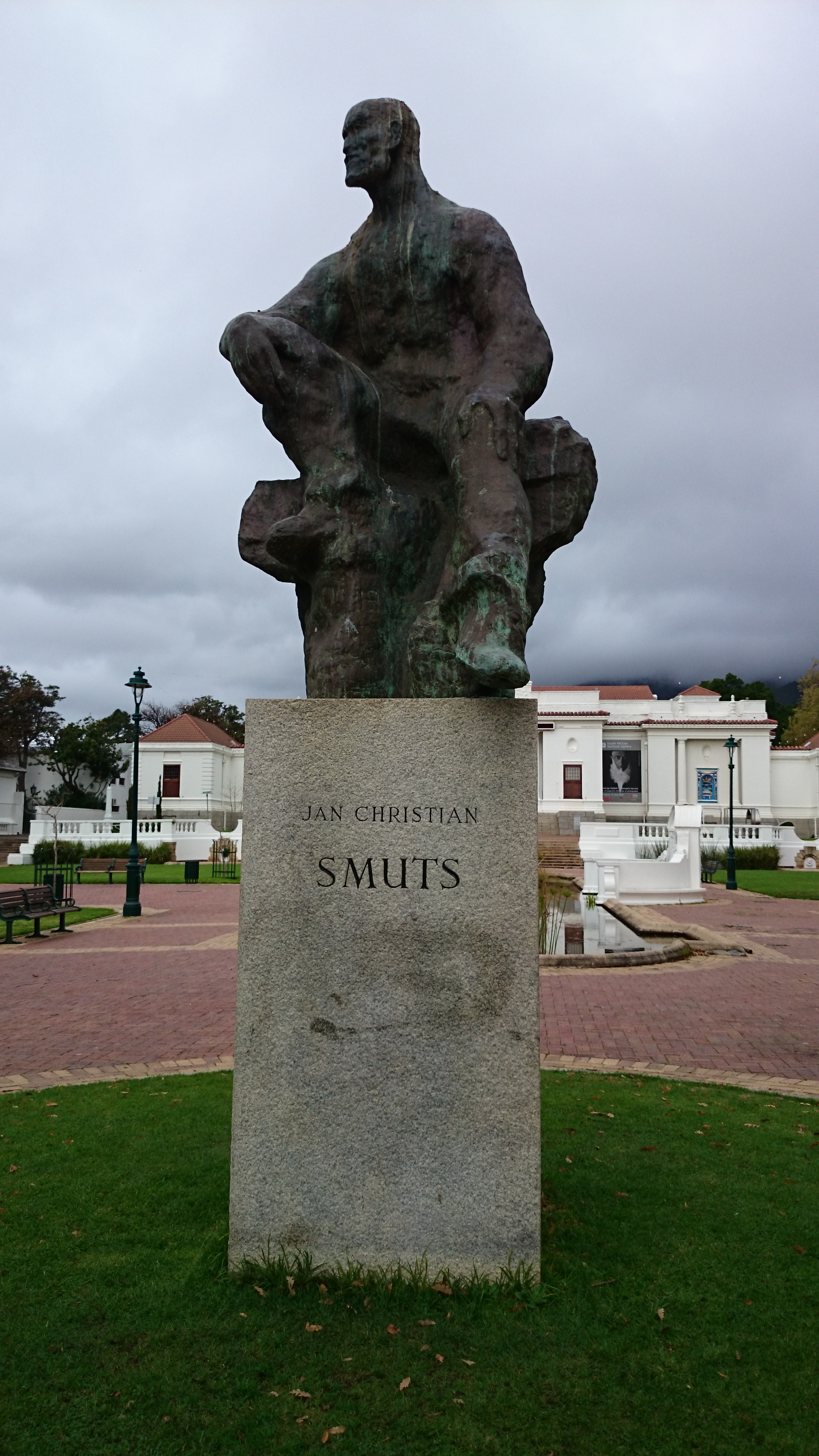
Памятник Яну Христиану Смэтсу на территории музея Изико (Кейптаун)

Его занятость войной имела серьёзные политические последствия в Южной Африке. Поддержка войны и Комиссии Фагана со стороны Смэтса сделала его непопулярным среди африканеров, и проапартеидская оппозиция во главе с Даниэлем Франсуа Маланом одержала победу в лице Национальной партии в 1948 году на всеобщих выборах. Этот результат был прогнозируем. Хотя Смэтс, который был уверен в победе, потерял своё место в Палате собрания и ушел из политики, он всё ещё надеялся, что ещё слабая Национальная партия и её правительство потерпят крах, но всё же она осталась у власти до 1994 года, когда после почти пяти десятилетий апартеида было сформировано переходное правительство национального единства.
17 сентября 1948 года он был назначен главным полковником полка провинции Вестерлайк.
Присуждение Смэтсу звания профессора Кембриджского университета вскоре после выборов восстановило его моральный дух, но внезапная и неожиданная смерть его старшего сына, Япи, в октябре 1948 года вызвала его глубокое отчаяние. В последние два года своей жизни, в уже очень пожилом возрасте, Смэтс продолжал оказывать влияние на мировую политику. Европа и Содружество остались его основными проблемами. Он выразил сожаление по поводу выхода Ирландии из Содружества, также был недоволен провозглашением независимости Индии, опасаясь активизации националистов в Южной Африке. Его выдающийся вклад как государственного деятеля мирового масштаба был отмечен многочисленными наградами и медалями. На родине его репутация была более неоднозначной. Однако, несмотря на плохое состояние здоровья, он продолжал публичную жизнь.
29 мая 1950 года, через неделю после публичного празднования своего восьмидесятилетия в Йоханнесбурге и Претории, он перенёс инфаркт, от которого скончался на семейной ферме Дурнкуфи неподалёку от Претории 11 сентября 1950 года. Похоронен в Претории 16 сентября.

## Холизм
Занимаясь научной работой, Смэтс разработал концепцию холизма. Она сформулирована в его книге «Холизм и эволюционное развитие» как «фундаментальный фактор, определяющий возникновение целостности и единства во Вселенной».

## Труды
- Holism and Evolution. London: Macmillan, 1926.
- Africa and Some World Problems. Oxford: Clarendon Press, 1930.
- Greater South Africa: Plans for a Better World: The Speeches of General the Right Honorable J. C. Smuts. Johannesburg: Truth Legion, 1940.
- Selections from the Smuts Papers, vols. 1-4, edited by William Keith Hancock and Jean van der Poel. Cambridge, U.K.: Cambridge University Press, 1966.
- Selections from the Smuts Papers, vols. 5-7, edited by Jean van der Poel. Cambridge, U.K.: Cambridge University Press, 1973.
- Walt Whitman: A Study in the Evolution of Personality. Detroit: Wayne State University Press, 1973.